# بخش بلگرانو (سانتافه)
بخش بلگرانو (به اسپانیایی: Departamento Belgrano) یک منطقهٔ مسکونی در آرژانتین است که در استان سانتافه واقع شده‌است. بخش بلگرانو ۲٬۳۸۶ کیلومتر مربع مساحت و ۴۱٬۴۴۹ نفر جمعیت دارد.